# イオンシネマズ
イオンシネマズ株式会社（AEON CINEMA Corp.）はイオングループのかつて存在した映画興行会社。2013年7月1日にワーナー・マイカル・シネマズを運営していた株式会社ワーナー・マイカルと合併し法人としては消滅した。合併後の社名はイオンエンターテイメント株式会社。シネマコンプレックスの名称としてはイオンシネマズが運営していたイオンシネマが継続して使われている。

## 歴史
1999年4月1日にジャスコ株式会社（現：イオン株式会社）100%出資の子会社として資本2億円で設立された。シネマコンプレックス「イオンシネマ」の第1号として、同年6月29日に京都府久世郡久御山町のジャスコ久御山店（現・イオンモール久御山）に「イオンシネマ久御山」を開業した。この開業時にはソニー株式会社も音響や劇場作りに参加し、音響のソニー・ダイナミック・デジタル・サウンド（SDDS）なども優先して導入された。加えて設立時のロゴはソニーのデザイン室が考案したもので、イオンシネマの英字のCに十字の重なった文字のものであったが、後のホームページ上のものとは若干異なる。
後述の統合以前の段階で全国に13サイト（=劇場数）を展開していた。

### ワーナー・マイカルとの統合
2013年2月28日にタイム・ワーナーグループが資本を撤退し、ワーナー・マイカル（ワーナー・マイカル・シネマズを運営）がイオンの完全子会社となったが、同年7月1日にワーナー・マイカルを存続会社とし、イオンシネマズを吸収合併、社名は「イオンエンターテイメント」に変更された。また当初は3年以内に、その後は同年内にワーナー・マイカル所有の劇場名をイオンシネマに変更するとしていたが、当初予定より早く会社の統合と同日付けでの統一となった。なお、看板などは同年内に全劇場にて変更を完了した。
統合以前のイオンシネマの劇場数は前述の通り13サイトだが統合後は合計74サイト、スクリーン数では609となり、合併時点のサイト数・スクリーン数は共にTOHOシネマズを抜き日本国内第1位となった。
この他、統合前の6月28日 - 6月30日（3日間）にはイオンシネマ13サイトでも「イオンシネマズからのありがとうの3日間」として、統合後の7月1日 - 7月7日（7日間）には計74サイトで「新生イオンシネマ誕生祭」として様々なイベントを開催された。
なお、統合後にロゴのマイナーチェンジが行われ、色が赤からローズレッドとなった他、「AEON CINEMA」の書体も変更された（旧ロゴの方がやや丸みを帯びていた）。

## 特徴
全館イオングループの店舗に併設されており、ワンダーと金沢フォーラス以外の劇場はすべてイオンモールに出店していた。
統合以前のイオンシネマのコンセッションでは全館でサントリーフーズの飲料（ペプシコーラなど）を販売していた。
シネマコンプレックスとしては珍しく、スタジアムシート非導入の劇場が多かった。

## 劇場
以下に記すのは2013年6月までイオンシネマズが運営していた13の映画館である。ワーナー・マイカル・シネマズと統合後の現在のイオンシネマについては、「イオンエンターテイメント#劇場」を参照。
| 劇場名           | 所在地               | 併設施設             | 規模                | 開館日         | 導入設備 | 備考 |
| ---------------- | -------------------- | -------------------- | ------------------- | -------------- | -------- | ---- |
| 久御山           | 京都府久世郡久御山町 | イオンモール久御山   | 8スクリーン 1844席  | 1999年6月29日  | 3D       |      |
| ワンダー         | 愛知県名古屋市西区   | mozoワンダーシティ   | 10スクリーン 1882席 | 2000年11月3日  | 3D       |      |
| 佐賀大和         | 佐賀県佐賀市         | イオンモール佐賀大和 | 8スクリーン 1479席  | 2001年7月20日  |          |      |
| 三川             | 山形県東田川郡三川町 | イオンモール三川     | 7スクリーン 1417席  | 2001年8月11日  | 3D       |      |
| 太田             | 群馬県太田市         | イオンモール太田     | 10スクリーン 2304席 | 2003年12月3日  | 3D       |      |
| 高崎             | 群馬県高崎市         | イオンモール高崎     | 10スクリーン 1409席 | 2006年10月20日 | 3D       |      |
| 金沢フォーラス   | 石川県金沢市         | 金沢フォーラス       | 9スクリーン 1531席  | 2006年11月2日  |          |      |
| 越谷レイクタウン | 埼玉県越谷市         | イオンレイクタウン   | 10スクリーン 1595席 | 2008年10月2日  | 3D       |      |
| 大曲             | 秋田県大仙市         | イオンモール大曲     | 5スクリーン 786席   | 2008年10月11日 | 3D       |      |
| 岡崎             | 愛知県岡崎市         | イオンモール岡崎     | 10スクリーン 1342席 | 2008年11月28日 |          |      |
| 下妻             | 茨城県下妻市         | イオンモール下妻     | 5スクリーン 722席   | 2008年12月19日 |          |      |
| 銚子             | 千葉県銚子市         | イオンモール銚子     | 5スクリーン 766席   | 2010年3月6日   |          |      |
| 富士宮           | 静岡県富士宮市       | イオンモール富士宮   | 6スクリーン 909席   | 2010年11月19日 | 3D       |      |

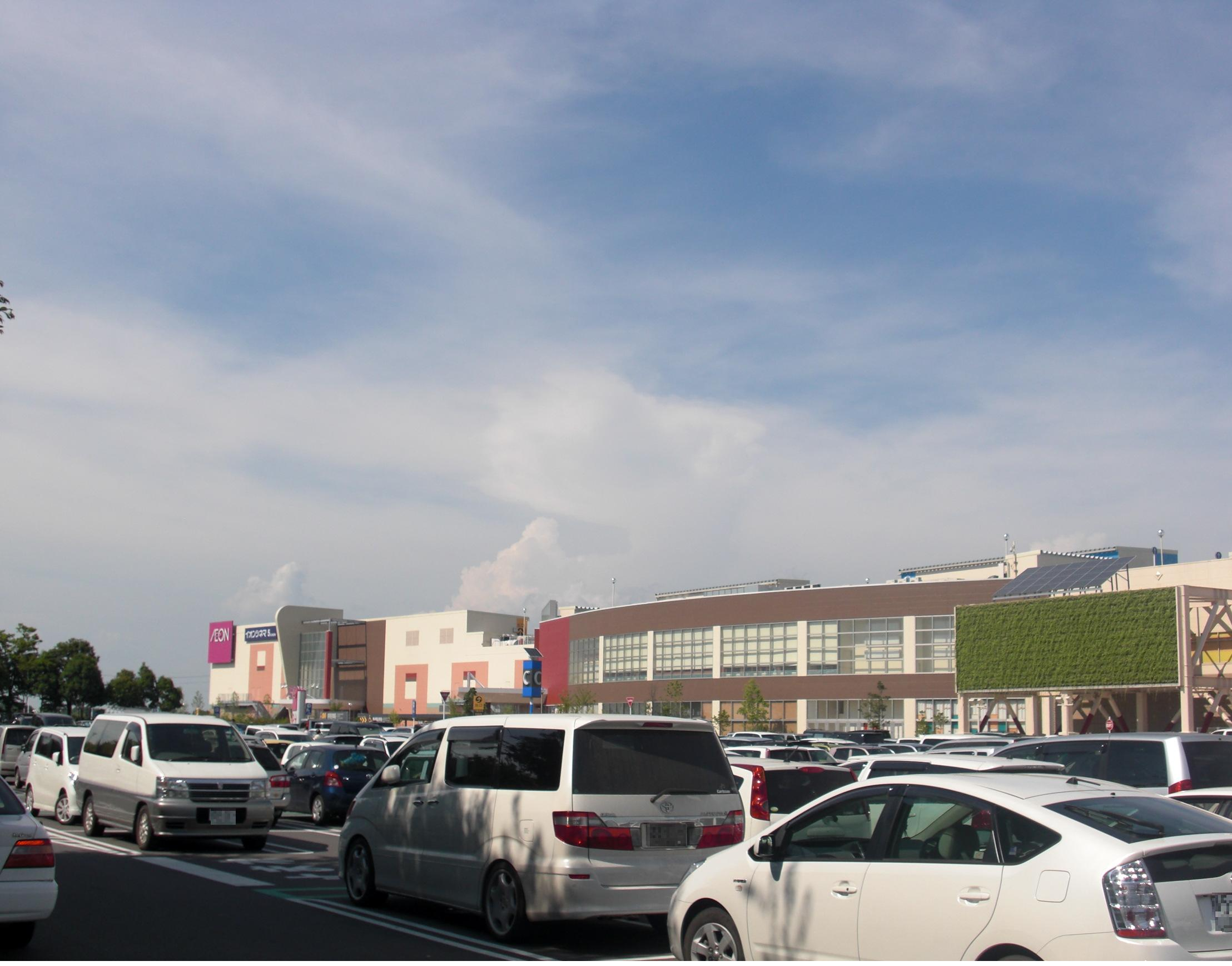
イオンシネマ下妻
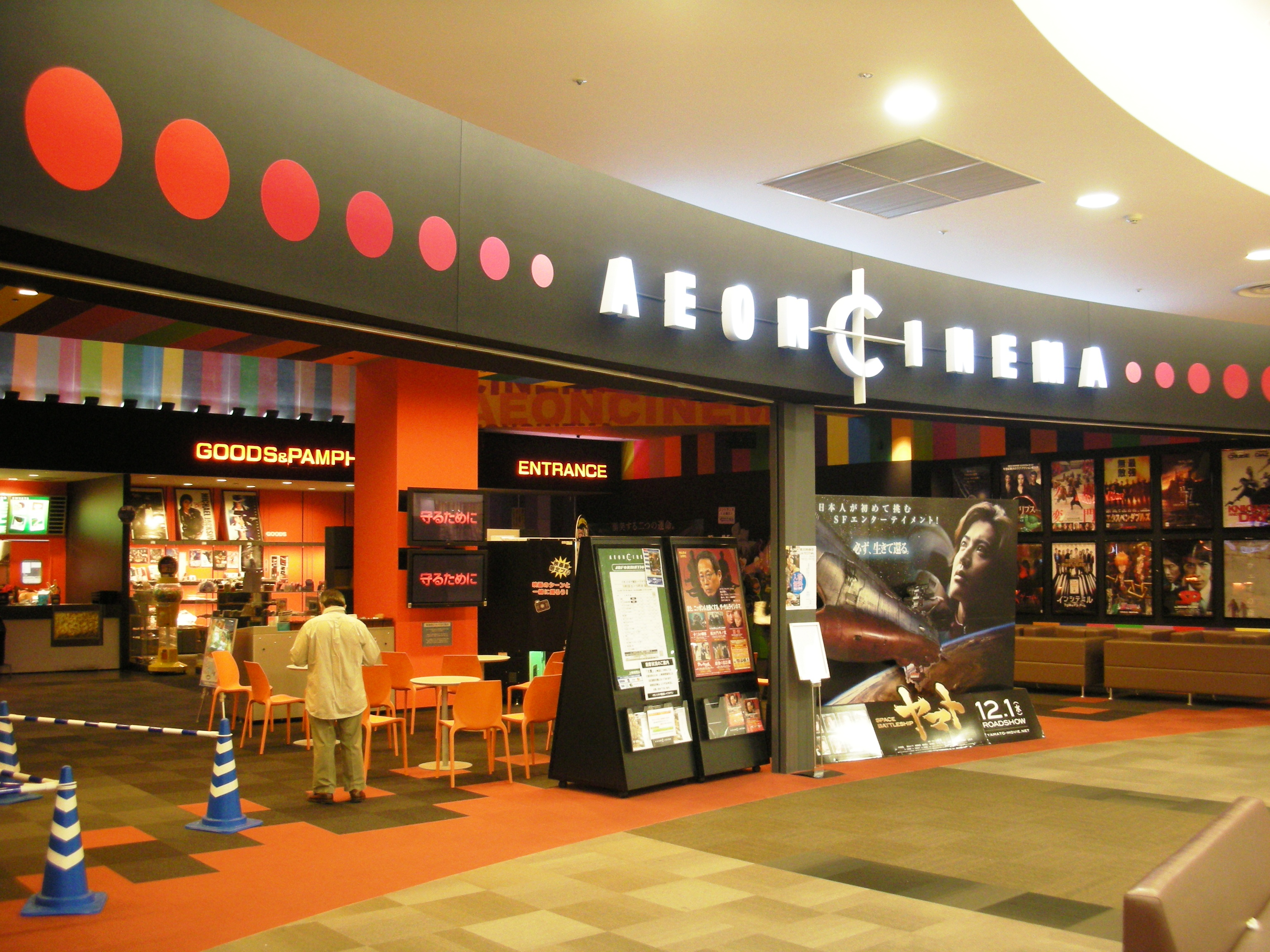
イオンシネマ越谷レイクタウン
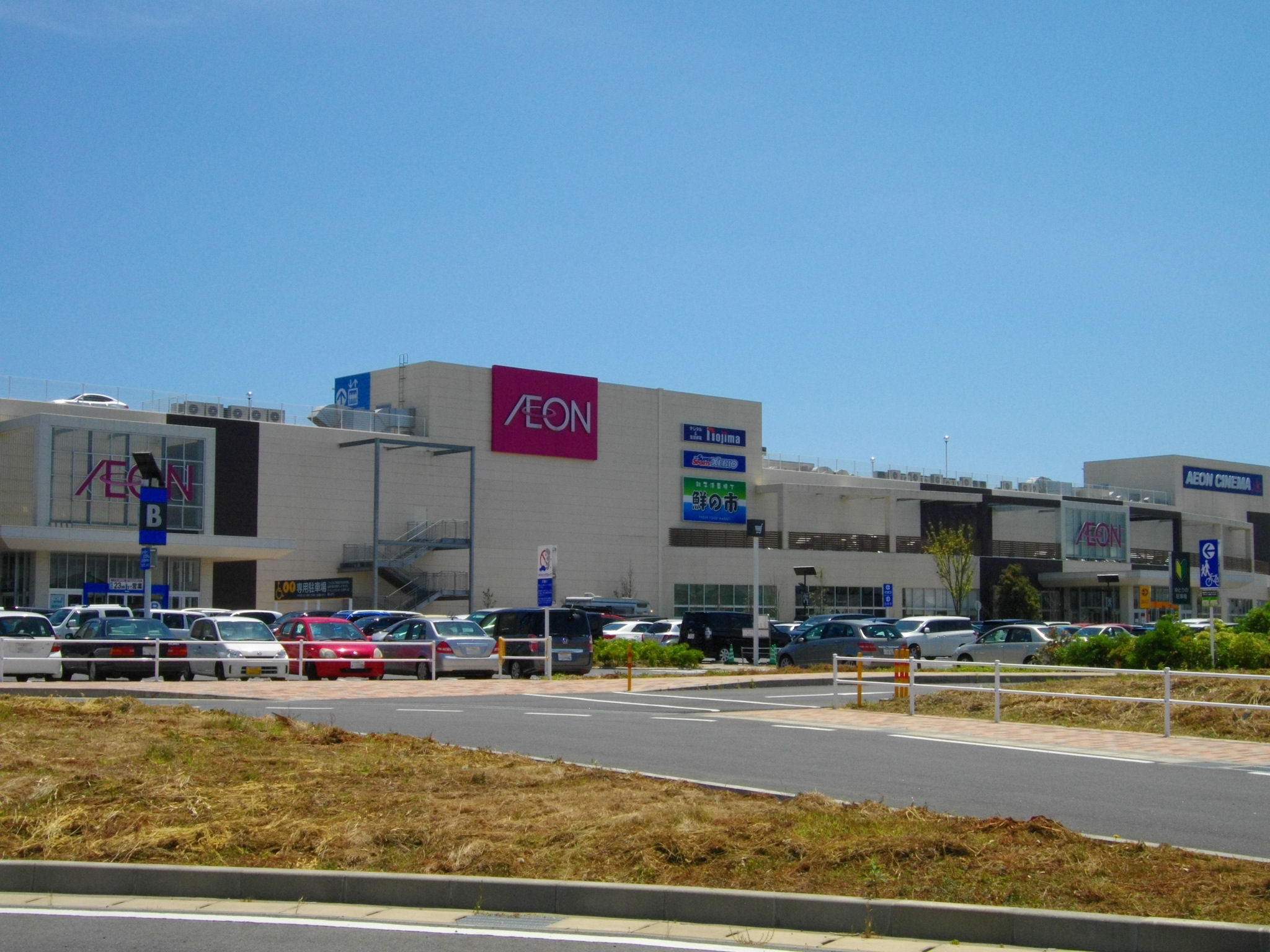
イオンシネマ銚子
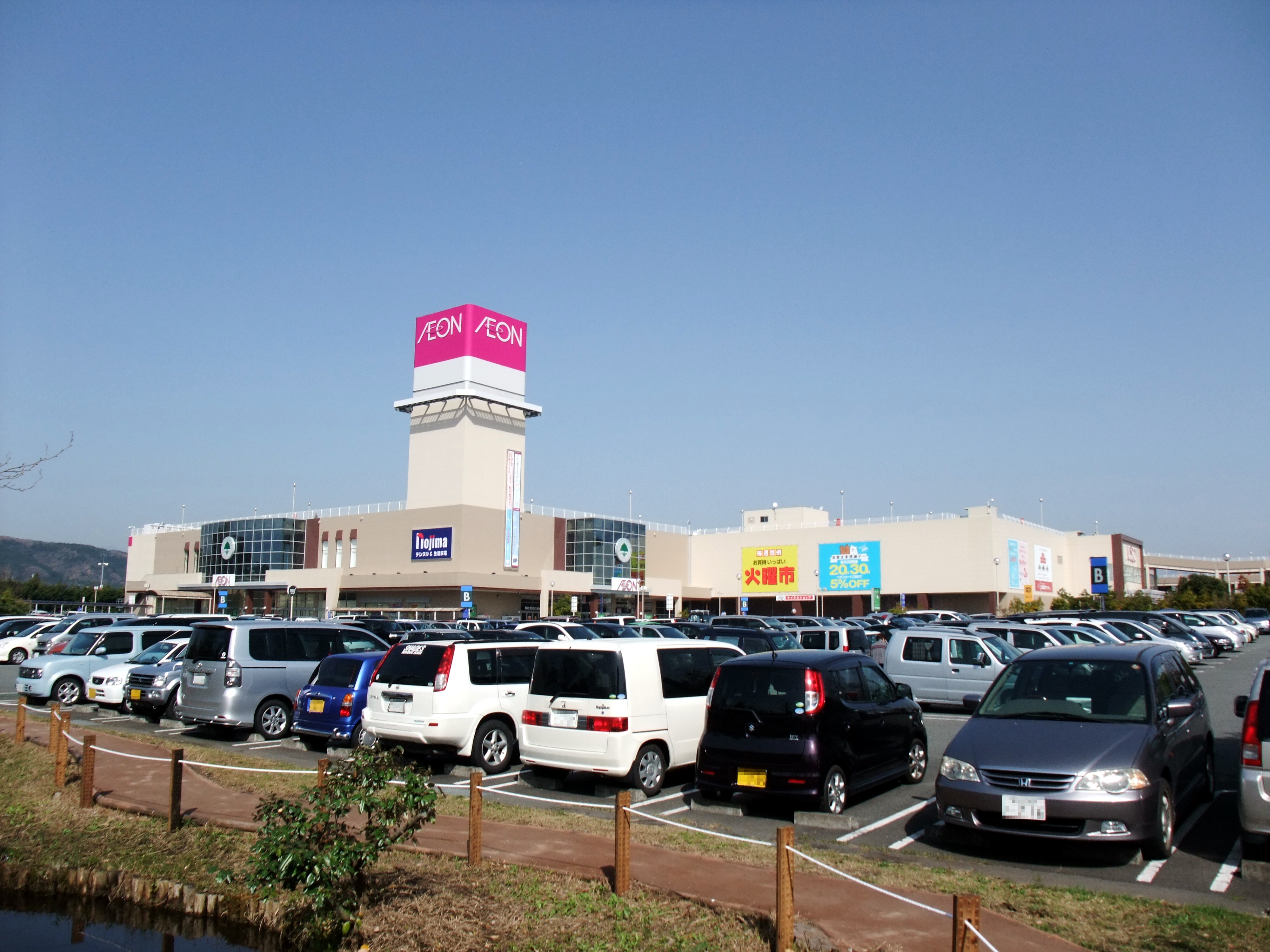
イオンシネマ富士宮
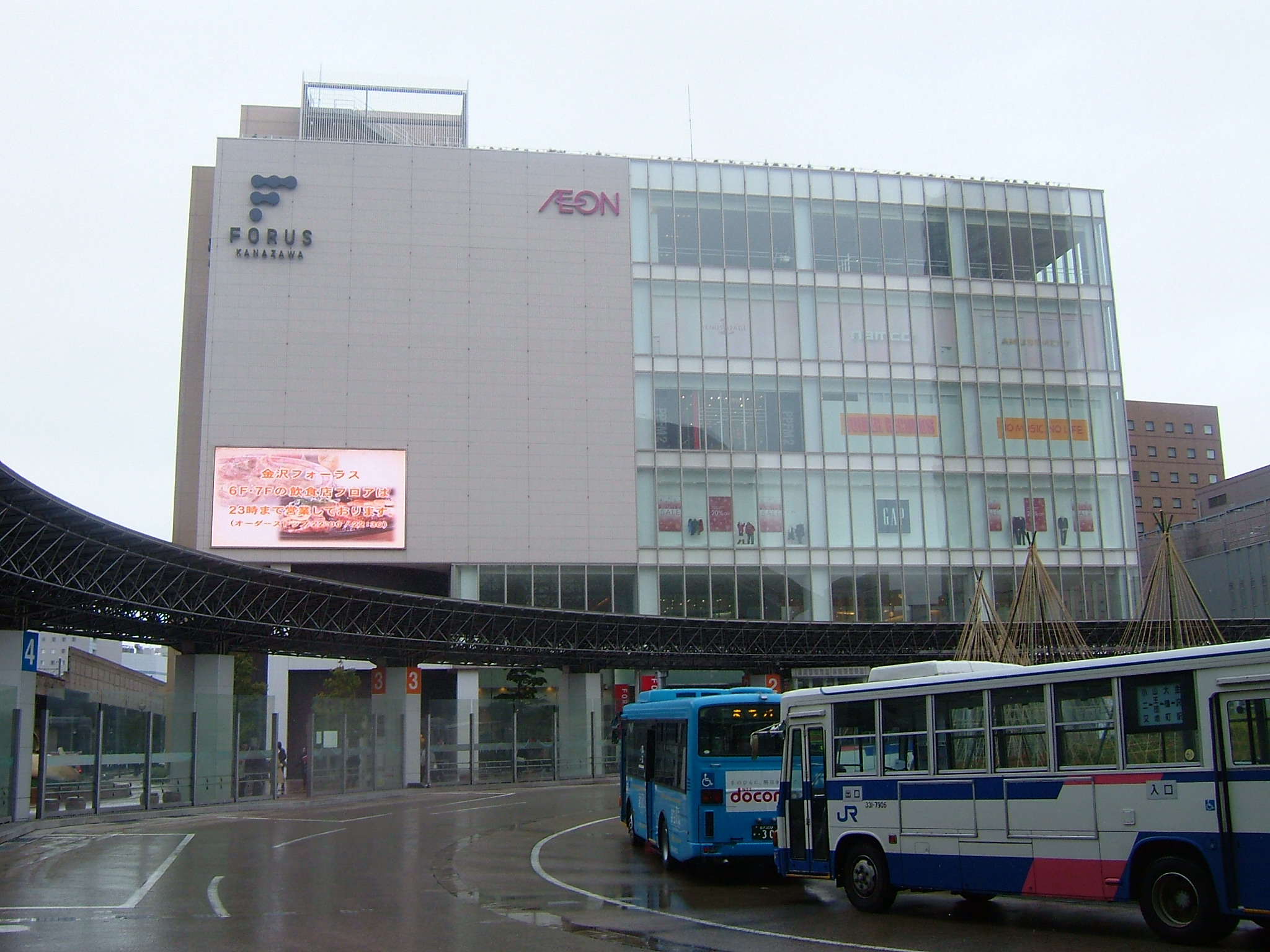
イオンシネマ金沢フォーラス
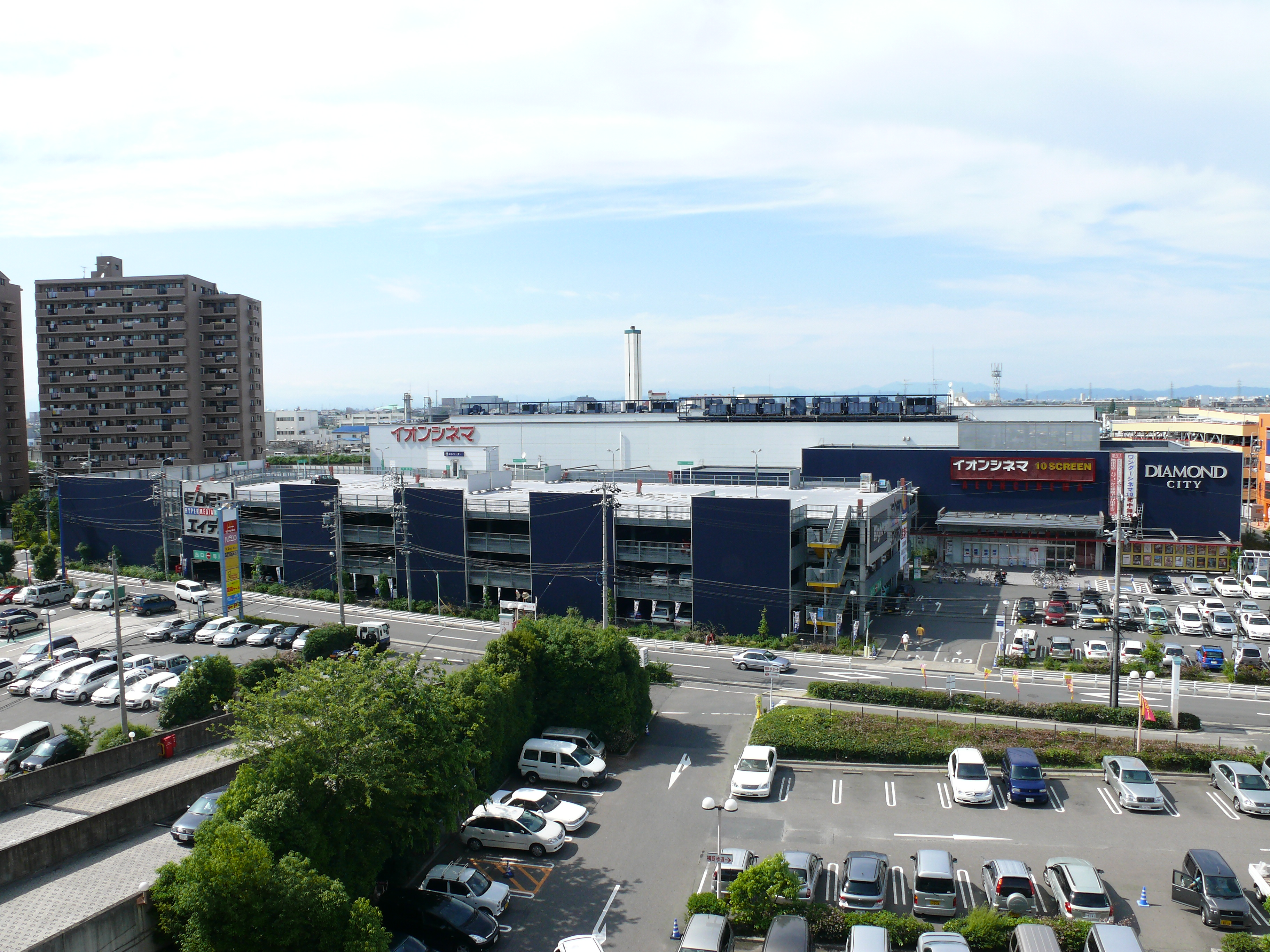
イオンシネマ・ワンダー（写真は旧ワンダーシティ時代のもの）
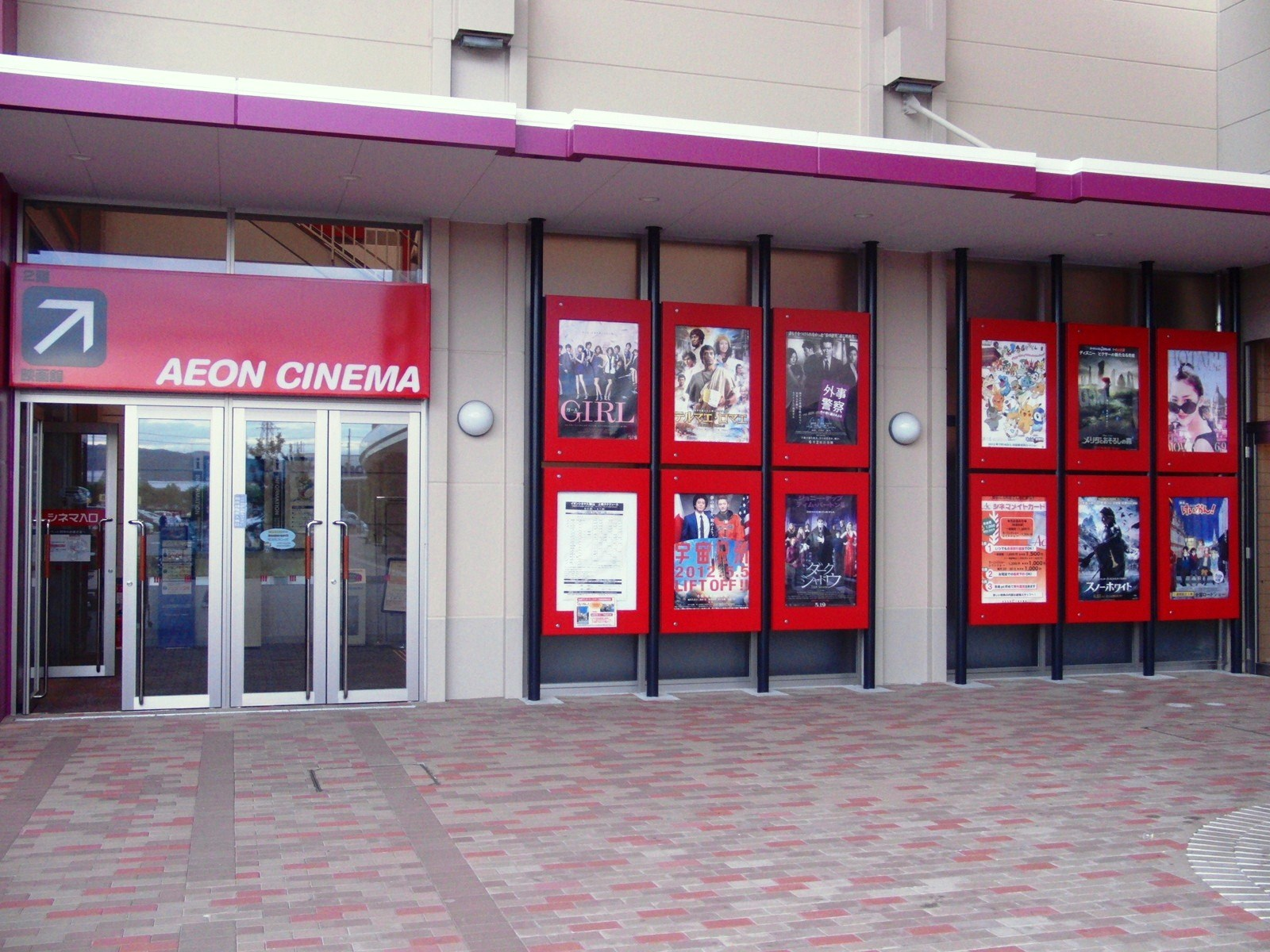
イオンシネマ久御山